# ダイエット検定
ダイエット検定（ダイエットけんてい）は、“ダイエットの知識に関する検定・民間資格”として、日本ダイエット健康協会（通称；JDHA）が主催する検定試験。
なお、「ダイエット検定」は、JDHAの運営をする株式会社ルーシーダットンが所有する登録商標である。

## 概要
ダイエットやダイエット法の知識や情報、商品などが氾濫する中で、ダイエットの主要要素である肥満と痩身に関して、もっとも基本的な知識や考え方を学べる検定。
出題者や主宰の日本ダイエット健康協会の理事には、医師、医学博士、大学教授、管理栄養士、トレーナー、美容家など、幅広い分野の専門家が顔を揃える。
また「ダイエットは健康な人が生まれて初めて、自分の身体や生理の構造に向き合うカテゴリーである。」という考え方から、ダイエットそのものだけでなく、健康、美容、予防医学などをテーマに、基本的な身体科学に関してわかりやすく学べるとしている。
シンプルで本質的な構造とフェアなコンセプト、また出題内容や公式テキストの分かりやすさやが評価され、検定スタート僅か1年後の2010年7月に発行された日経キャリア（日本経済新聞出版社）において、資格・検定ランキング全国1位に輝いた。

## 歴史
- 2008年10月 日本ダイエット健康協会（Japan Diet & Health Association; JDHA）発足。
- 2009年3月 第一回「ダイエット検定（2級）」実施。
- 2009年7月 第一回「ダイエット検定（1級）」実施。
- 2009年11月 第一回「ダイエットインストラクター養成講座」開催。
- 2010年7月 日本経済新聞出版社発行「日経キャリア」で全国資格・検定ランキングの第1位に輝く。[5]
- 2014年11月　「ダイエット検定テキスト」がAmazonベストセラーを獲得。以降、ベストセラーの常連に。[6]
- 2015年6月　ダイエット検定サブテキスト「カルボナーラとペペロンチーノどっちが痩せる？」が角川事務所より全国発売[7]。
- 2017年6月 　第一回「健康食事指導士」開催。

## 資格カテゴリー
＜ダイエット検定＞
2級（合格者；生活アドバイザー）／　1級（合格者；プロフェッショナルアドバイザー）
＜検定合格者が受講資格を持つ上位資格＞
ダイエットインストラクター／ダイエット食事指導士／ダイエットトレーナー

## 試験
問題数は40問前後で、出題形式では2級試験より4択、○×、穴埋め、筆記などのバリエーションがあり、民間資格の中では、必要な知識がしっかりと身に付く試験ス

## 合格発表および合格者
検定の合否は、正解率80％前後を基準とし、試験ごとに偏差値を設けて合格基準を決定する。
検定開催日の1か月前後を目安に、受験者全員に合格通知書（非合格者にも通知）、並びに合格者には2級；「JDHA認定　生活アドバイザー」、1級「JDHA認定　プロフェッショナルアドバイザー」の文字が入ったび資格カードが自動的に郵送される。また合格者のうち、希望者には、額入りのディプロマ（有料）も授与される。さらに1級合格者以上にはその趣向に応じて、上位資格である「ダイエットインストラクター」「ダイエット食事指導士」「ダイエットトレーナー」の受講資格が付与される。

## 検定合格者・上位資格取得者有名人
みちょぱ、小島よしお、道端アンジェリカ、渡部建、川島章良、島袋聖南、城咲仁、田中セシルなど